# Isaiah García
Isaiah García (* 22. April 1998 in San Fernando) ist ein Fußballspieler aus Trinidad und Tobago.
Isaiah García ist der Cousin von Judah García.

## Karriere

### Verein
Isaiah García steht seit 2016 bei W Connection in San Fernando unter Vertrag. 2018 gewann er mit dem Verein den Trinidad and Tobago Charity Shield. Im Endspiel besiegte man den North East Stars FC mit 7:1. Im gleichen Jahr feierte er mit dem Verein die Meisterschaft.

### Nationalmannschaft
Isaiah García spielt seit 2019 für die Nationalmannschaft von Trinidad und Tobago. Sein Debüt in der Nationalmannschaft gab er am 11. August 2019 in einem Freundschaftsspiel gegen St. Vincent. Hier stand er in der Anfangsformation.

## Erfolge
W Connection
- TT Pro League: 2018
- Trinidad and Tobago Charity Shield: 2018